# دهستان کبیرکوه
دهستان کبیرکوه یکی از دهستان‌های شهرستان ملکشاهی در استان ایلام ایران است. این دهستان در بخش گچی قرار دارد و براساس سرشماری مرکز آمار ایران در سال ۱۳۹۰، جمعیت آن ۲۰۸۶ نفر (در ۵۱۷ خانوار) بوده‌است.

## روستاها و شهرها
روستاها: گل گل علیا، گل گل سفلی، باولگ، قلعه جوق، شیرین‌آباد گچان، بوستانه
شهر: دلگشا